# Replay
Replay (рус. Повтор; кор. 누난 너무 예뻐; lit: Noona (Older Girl) Is So Pretty) — дебютный мини-альбом южнокорейского бой-бэнда SHINee. Был выпущен 22 мая 2008 года компанией SM Entertainment. Альбом содержит пять треков включая одноимённый ведущий сингл.

## Предпосылки и релиз
22 мая 2008 года Shinee выпустили свой первый мини-альбом, который включает в себя пять треков, включая ремикс версию их заглавной песни. Одноименный заглавный трек был поставлен хореографом Рино Накасонэ, японским танцором и хореографом. В корейском музыкальном видео главную женскую роль сыграла Викторию из F(x). японском музыкальном видео, выпущенное в 2011 году, эту роль сыграла Юна из Girls Generation.
После релиза заглавная песня приобрела огромный успех, особенно со старшей женской демографией. Альбом дебютировал на 10 месте в корейских музыкальных чартах MIAK, в которых собраны цифры продаж музыкальных релизов до 2008 года, и достиг максимума на 8-м месте, продав 17 957 экземпляров в первой половине 2008 года. Также большое внимание привлек модный стиль Shinee, созданный дизайнером Ха Сан Бек и включающий высокие кеды, джинсы скинни и разноцветные свитера. Их стиль создал модную тенденцию среди студентов, которую СМИ назвали «Shinee Trend». После успеха своего дебюта Shinee были выбраны в качестве индоссантов для нескольких брендов, таких как косметический бренд Nana's B и спортивный бренд Reebok.
22 июня 2011 года Shinee дебютировали в Японии и выпустили японскую версию «Replay», в которой было продано более 91 000 копий за первую неделю. Впоследствии он был сертифицирован золотом RIAJ в продажи более 100 000 экземпляров. По состоянию на 2011 год это был самый большой объем продаж.

## Список композиций
Credits adapted from the official homepage.
| №                   | Название                                                                    | Текст песни         | Музыка                                                                                  | Arrangement                     | Длительность |
| ------------------- | --------------------------------------------------------------------------- | ------------------- | --------------------------------------------------------------------------------------- | ------------------------------- | ------------ |
| 1.                  | «Replay» (누난 너무 예뻐; nunan neomu yeppeo; lit: Noona, You're So Pretty) | Kim Young-hoo       | Jack Kugell, Jason Pennock, Tchaka Diallo (The Heavyweights), RaVaughn, James Burney II | The Heavyweights, Yoo Young-jin | 3:35         |
| 2.                  | «In My Room»                                                                | Kim Young-hoo       | David Kater, Kim Tae-sung                                                               | Kim Tae-sung                    | 4:47         |
| 3.                  | «Real»                                                                      | Kim Jung-bae        | Kenzie                                                                                  | Kenzie                          | 3:33         |
| 4.                  | «Love Should Go On» (사.계.한; sa.gye.han)                                  | Lee Yoon-jae        | Lee Yoon-jae                                                                            | Lee Yoon-jae                    | 3:08         |
| 5.                  | «Replay» (boom track)                                                       | Kim Young-hoo       | Jack Kugell, Jason Pennock, Tchaka Diallo (The Heavyweights), RaVaughn, James Burney II | The Heavyweights, Yoo Young-jin | 4:28         |
| Общая длительность: | Общая длительность:                                                         | Общая длительность: | Общая длительность:                                                                     | Общая длительность:             | 18:50        |